# Podnoszenie ciężarów na Letnich Igrzyskach Olimpijskich 2000 – waga średnia mężczyzn
Rywalizacja w wadze do 77 kg mężczyzn w podnoszeniu ciężarów na Letnich Igrzyskach Olimpijskich 2000 odbyła się 22 września 2000 roku w hali Sydney Convention and Exhibition Centre. W rywalizacji wystartowało 17 zawodników z 15 krajów. Tytułu sprzed czterech lat nie obronił Kubańczyk Pablo Lara, który tym razem nie startował. Nowym mistrzem olimpijskim został Chińczyk Zhan Xugang, srebrny medal wywalczył Grek Wiktor Mitru, a trzecie miejsce zajął Arsen Melikian z Armenii.

## Wyniki
| Pozycja | Zawodnik                | Reprezentacja     | Waga  | Rwanie | Rwanie | Rwanie | Podrzut | Podrzut | Podrzut | Wynik |
| Pozycja | Zawodnik                | Reprezentacja     | Waga  | 1      | 2      | 3      | 1       | 2       | 3       | Wynik |
| ------- | ----------------------- | ----------------- | ----- | ------ | ------ | ------ | ------- | ------- | ------- | ----- |
| 1. !    | Zhan Xugang             | Chiny             | 76,20 | 160,0  | 165,0  | 165,0  | 202,5   | 207,5   | —       | 367,5 |
| 2. !    | Wiktor Mitru            | Grecja            | 76,48 | 160,0  | 165,0  | 167,5  | 195,0   | 200,0   | 202,5   | 367,5 |
| 3. !    | Arsen Melikian          | Armenia           | 76,68 | 162,5  | 167,5  | 167,5  | 197,5   | 202,5   | 202,5   | 365,0 |
| 4       | Siergiej Filimonow      | Kazachstan        | 76,90 | 162,5  | 162,5  | 167,5  | 190,0   | 195,0   | 200,0   | 362,5 |
| 5       | Ilirjan Suli            | Albania           | 76,66 | 162,5  | 167,5  | 167,5  | 192,5   | 200,0   | —       | 355,0 |
| 6       | Chon Chol-ho            | Korea Północna    | 76,58 | 160,0  | 162,5  | 162,5  | 190,0   | 195,0   | 200,0   | 352,5 |
| 7       | Ingo Steinhöfel         | Niemcy            | 76,58 | 155,0  | 160,0  | 160,0  | 190,0   | 195,0   | 195,0   | 350,0 |
| 8       | Dmytro Hnidenko         | Ukraina           | 76,58 | 160,0  | 165,0  | 165,0  | 190,0   | 195,0   | —       | 350,0 |
| 9       | Idalberto Aranda        | Kuba              | 76,86 | 145,0  | 150,0  | 155,0  | 200,0   | 200,0   | 208,0   | 350,0 |
| 10      | Mehmet Yılmaz           | Turcja            | 76,60 | 155,0  | 155,0  | 160,0  | 180,0   | 187,5   | 192,5   | 347,5 |
| 11      | Rusłan Sawczenko        | Ukraina           | 76,90 | 150,0  | 157,5  | 162,5  | 180,0   | 185,0   | 185,0   | 337,5 |
| 12      | Oscar Chaplin           | Stany Zjednoczone | 76,84 | 150,0  | 155,0  | 155,0  | 180,0   | 190,0   | 190,0   | 335,0 |
| 13      | Ayhan Çiçek             | Turcja            | 76,88 | 140,0  | 145,0  | 150,0  | 175,0   | 180,0   | 185,0   | 325,0 |
| 14      | Damian Brown            | Australia         | 76,80 | 145,0  | 145,0  | 150,0  | 170,0   | 170,0   | 175,0   | 320,0 |
| 15      | Carlos Saurí            | Portoryko         | 76,92 | 140,0  | 145,0  | 145,0  | 165,0   | 165,0   | 165,0   | 305,0 |
| 16      | Joseph Bellon           | Sierra Leone      | 76,48 | 90,0   | 92,5   | 95,0   | 100,0   | 102,5   | 105,0   | 200,0 |
| —       | Mohammad Hosejn Barkhah | Iran              | 76,16 | 157,5  | 157,5  | 160,0  | —       | —       | —       | —     |
| —       | Adrián Popa             | Węgry             | 76,54 | —      | —      | —      | —       | —       | —       | —     |